# Otto Ellison von Nidlef

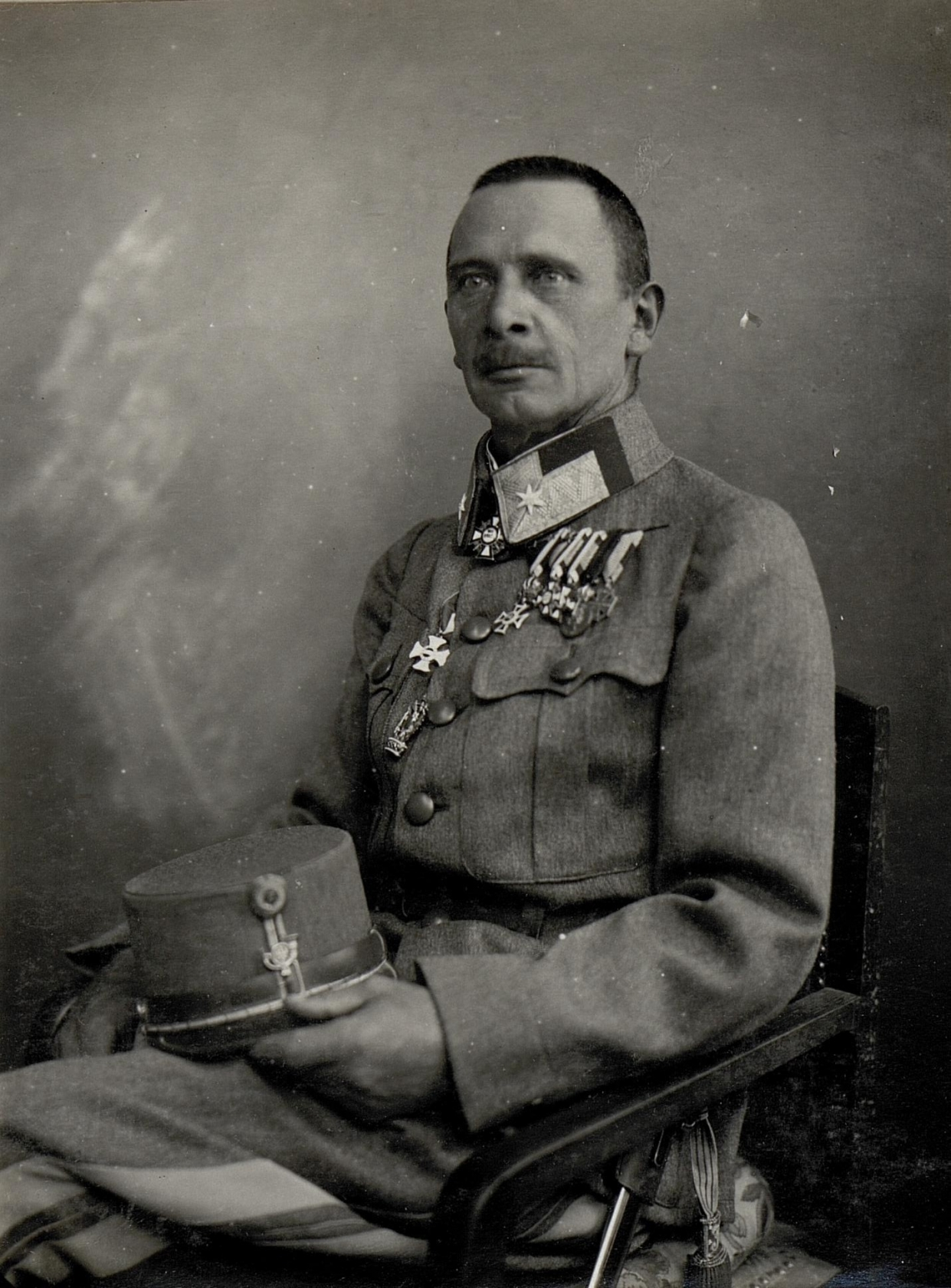
Ellison von Nidlef als Generalmajor

Otto Freiherr Ellison von Nidlef (* 6. April 1868 in St. Pölten; † 11. November 1947 in Graz) war ein Generalmajor der Österreichisch-Ungarischen Streitkräfte und ein chargierter Generalleutnant der deutschen Wehrmacht.

## Leben und Wirken
Die Familie Ellison kam ursprünglich aus England nach Hannover und zog von dort um etwa 1800 nach Österreich.
Otto Ritter Ellison von Nidlef war eines von drei Kindern des k. k. Obersten i. R. Otto Ellison Edler von Nidlef (1824–1914), der am 14. Dezember 1884 in den österreichischen Ritterstand erhoben worden war.
Ellison besuchte die k.u.k. Technische Militärakademie, die er am 18. August 1889 mit Erfolg verließ. Danach wurde er als Leutnant zum Pionierbataillon Nr. 2 ausgemustert. Am 1. November 1891 erfolgte die Beförderung zum Oberleutnant mit anschließendem Dienst als Bataillonsadjutant, Kompanieoffizier und Unteroffiziers-Ausbilder.
Vom 1. Oktober 1892 bis zum 1. September 1894 absolvierte er einen Höheren Geniekurs, den er ebenfalls erfolgreich abschließen konnte. Danach wurde er zur Geniedirektion der Festung Trient versetzt, um am 1. Dezember 1895 zur Geniedirektion der Festung Cattaro kommandiert zu werden.
Mit dem 1. Mai 1897 erfolgte die Beförderung zum Hauptmann bei gleichzeitiger Abstellung als Kompaniekommandant im k.u.k. Dalmatinischen Infanterie Regiment „Graf von Lacy“ Nr. 22 in Mostar.
Otto Ellison von Nidlef heiratete 1898 Laura Bari-Gioppi aus einem Trentiner Adelsgeschlecht.
Ab dem 1. Mai 1899 verließ Ellison den Truppendienst, da er zum Geniestab versetzt und zur Geniedirektion in Brixen abgeordnet wurde. Auf eine Versetzung nach Trient bei gleichzeitiger Berufung zum stellvertretenden Geniedirektor zum 1. Januar 1901 folgte mit dem 20. August des gleichen Jahres die Ernennung als Generalstabsoffizier. Ab dem 15. Mai 1903 wurde er zum Berater im Technischen Militärkomitee abgeordnet, mit der anschließenden Beförderung zum Major am 1. November 1905. Ab dem 1. November 1906 folgte dann die Ernennung zum Instrukteur für Festungswesen, Festungskrieg und Festungskriegsgeschichte an der Kriegsschule in Wien, sowie die gleichzeitige Einstellung in einen zweiten Höheren Geniekurs, der ab dem 15. November 1907 stattfand.
Anschließend wurde Ellison am 18. August 1911 zum Geniedirektor in Brixen ernannt, mit der anschließenden letzten Verwendung im Frieden als Geniedirektor der Festung Riva ab dem 17. April 1914.
Bei Ausbruch des Krieges gegen Italien am 23. Mai 1915 avancierte Ellison zum Festungskommandanten von Riva, bis er am 16. Juli 1915 das Kommando über den linken Verteidigungsabschnitt auf der Hochfläche der Sieben Gemeinden übernahm.
Während der gegen Trient gerichteten italienischen Großoffensive bestand die Kampfgruppe Oberst i. G. Ellison aus zwei Kompanien k.k. Landesschützen, einigen Marschformationen, Standschützen aus Meran und der Abteilung der Oberösterreichischen Jungschützen, die den linken Bereich der 180. Infanterie-Brigade hielten. Der Abschnitt erstreckte sich vom Posten Vezzena über das Werk Verle bis zum Werk Lusern. Zwischen Verle und Lusern lag ein vorgeschobenes Erdwerk, der sog. Basson. Dieses Infanteriewerk verfügte zwar über 300 Schießscharten, war aber nur ungenügend gegen Artilleriefeuer geschützt und schwach besetzt. Nach umfangreicher Artillerievorbereitung gelang es Teilen des italienischen Infanterieregiments 115, gegen heftigsten Widerstand aus den Forts und am Ende ihrer Kräfte in die vordersten Gräben des zwischenzeitlich geräumten Basson einzudringen. Als er das erkannte, befahl Ellison am 26. August 1915 alle verfügbaren Männer zur Rückeroberung des Basson. Durch ein Missverständnis wurde der Befehl nicht ausgeführt und Ellison sah sich mit vier Offizieren und acht Landesschützen im Grabensystem des Basson plötzlich zwischen 300 und 400 erschöpften und apathisch reagierenden Angreifern gegenüber. Nur mit einer Pistole bewaffnet und mit den Worten „su le mani – alle gefangen – mettersi in viaggio – los nach hinten – indietro – sofort“ nahmen Oberst Ellison und sein Trupp 353 Italiener, einschließlich des Regimentskommandanten, Colonello Riveri gefangen. Dafür wurde ihm am 17. August 1917 die höchste militärische Auszeichnung der k.u.k. Monarchie, das Ritterkreuz des Militär-Maria-Theresia-Ordens, verliehen.

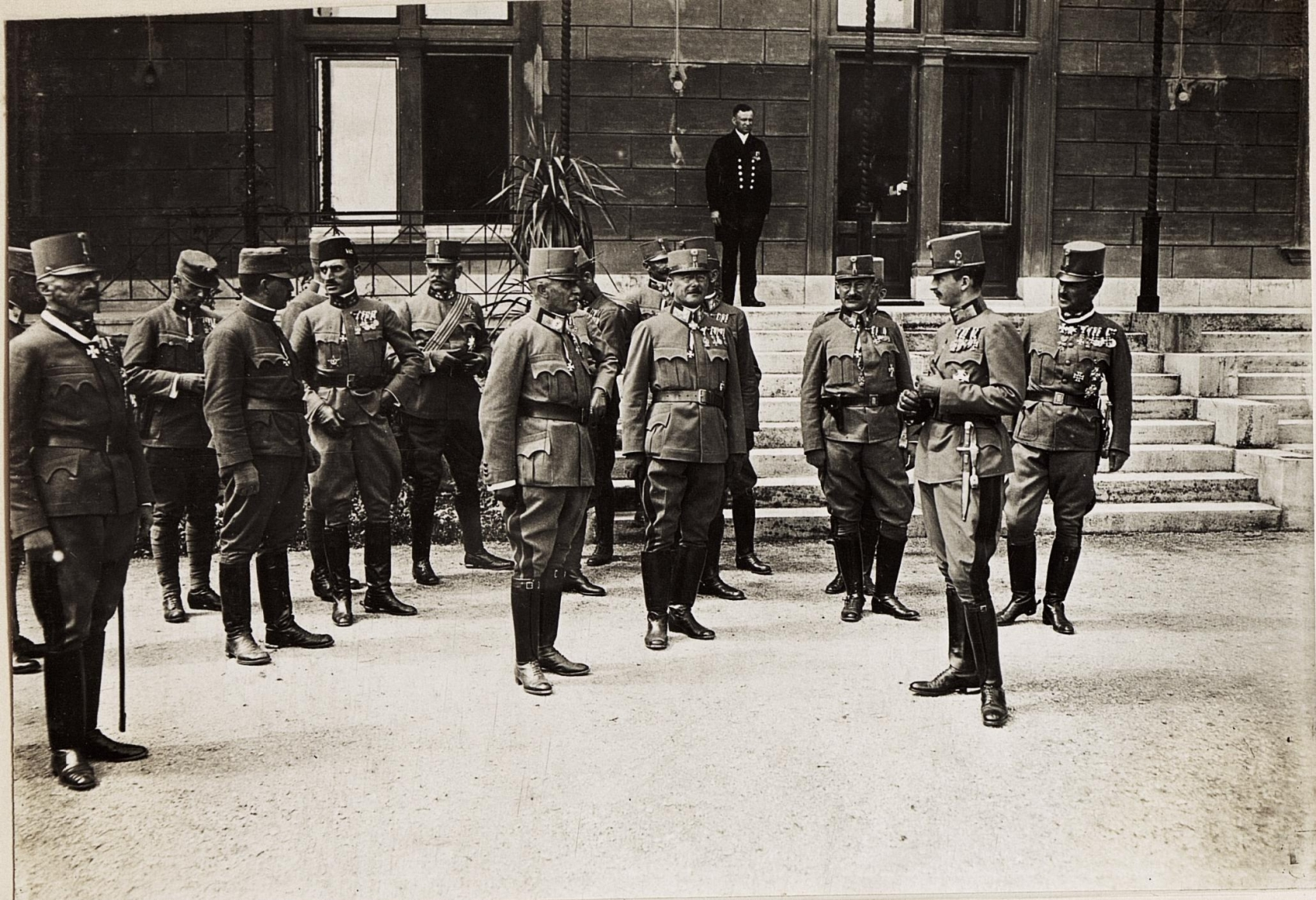
180. Promotion des Militär-Maria-Theresien-Ordens am 17. August 1917 in der Villa Wartholz, bei der auch Ellison von Nidlef sein Ordenskreuz erhielt

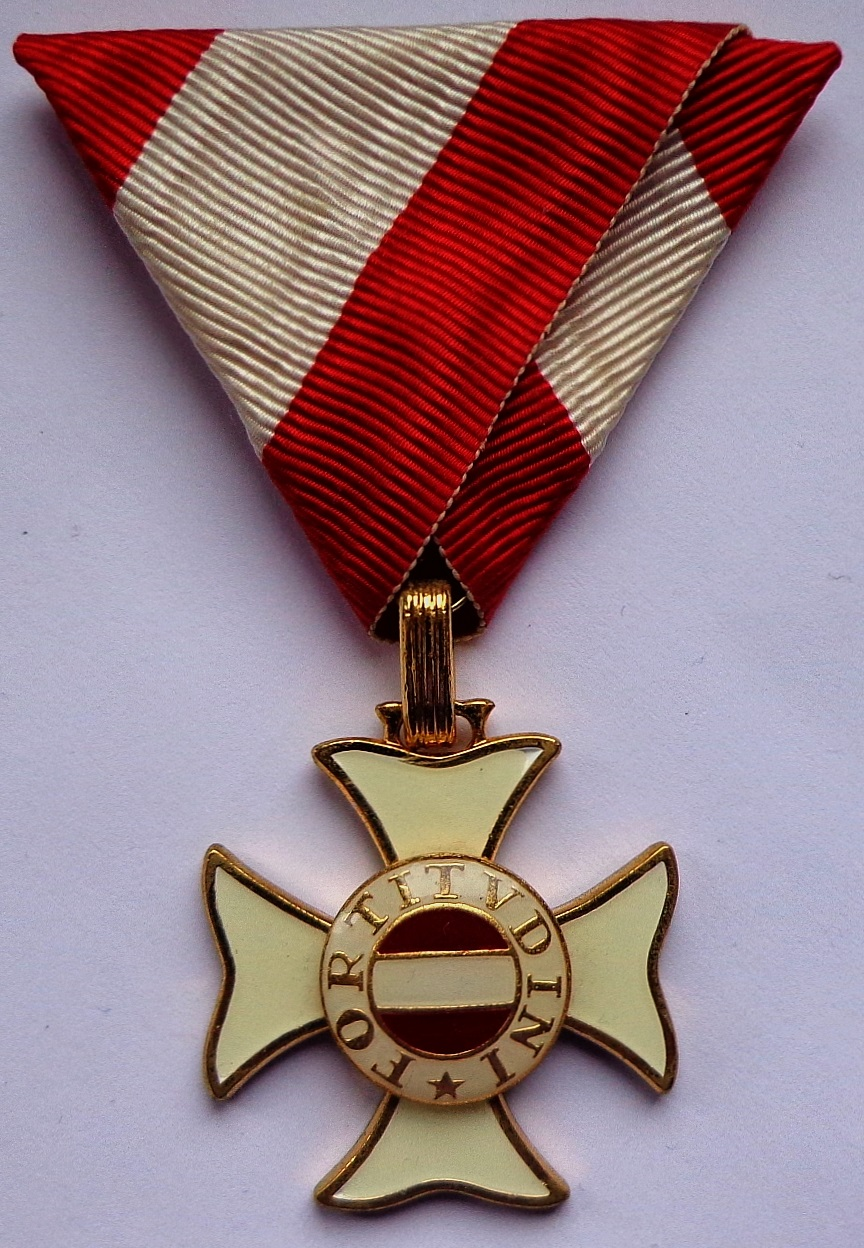
Ritterkreuz des Militär-Maria-Theresien-Ordens

Am 20. Mai 1916 übernahm Ellison das Kommando über die 43. Landwehr-Infanteriebrigade, die er während der sog. Südtiroloffensive führte. Ellison wurde am 3. Oktober 1916 Kommandant der 1. Kaiserjäger-Brigade und befehligte diese während der verlustreichen Kämpfe um den Monte Pasubio. Bei diesen Kämpfen wurde der Onkel seiner Ehefrau Laura Bari-Gioppi, Colonello Antonio Gioppi, des 7. Alpini Regimentes durch eine Artilleriegranate am 13. Oktober 1916 tödlich verletzt.
Mit dem 15. August 1917 zum Generalmajor befördert, erhielt er das Kommando über den II. Subrayon des Verteidigungsabschnitts Tirol. Vom Juli bis August 1918 kommandierte er zudem die ebenfalls im Raum Tonale eingesetzte 163. Infanterie-Brigade. Am 1. Oktober 1918 wurde er nach der letzten Umstrukturierung der Österreich-Ungarischen Luftstreitkräfte zum Chef des Luftfahrtwesens im Armeeoberkommando ernannt, er trat damit praktisch die Nachfolge des vormaligen General-Inspektors Emil Uzelac an.
Im Januar 1919 schied Freiherr Ellison von Nidlef aus dem aktiven Dienst aus und zog sich nach Graz in das Privatleben zurück. Er wurde Landwirt am „Hirschnigel“ in der Steiermark, fungierte jedoch noch bis weit in die 1920er Jahre als Kommandant bzw. „militärischer Berater“ der Heimwehr und wurde auch immer wieder mit Putschplänen in Zusammenhang gebracht. So soll beispielsweise das militärische Konzept des Pfrimer-Putsches auf ihn zurückgehen.
Ab 1935 scheint er als Eigentümer des Bauernhofes vlg. „Lemsitzmüller“ in Lemsitz bei St. Stefan ob Stainz auf.
Aus Anlass der 25-Jahr-Feier der Schlacht bei Tannenberg wurde er, neben einer Anzahl anderer Offiziere, von Adolf Hitler am 27. August 1939 mit dem Charakter eines Generalleutnants zur Disposition gestellt.
Obwohl Hitler ein Bewunderer des Helden des Ersten Weltkriegs war, widerstand Ellison von Nidlef mehrfach den persönlichen Avancen sich für das neue Regime seit dem Anschluss Österreichs instrumentalisieren zu lassen.
Eine lebenslange Freundschaft verband Freiherr Ellison von Nidlef mit Luis Trenker.
Er ist auf dem St.-Leonhard-Friedhof in Graz beigesetzt.

## Österreichische Militärauszeichnungen (Stand 31. Dezember 1918)
- Militär-Jubiläumskreuz 1908

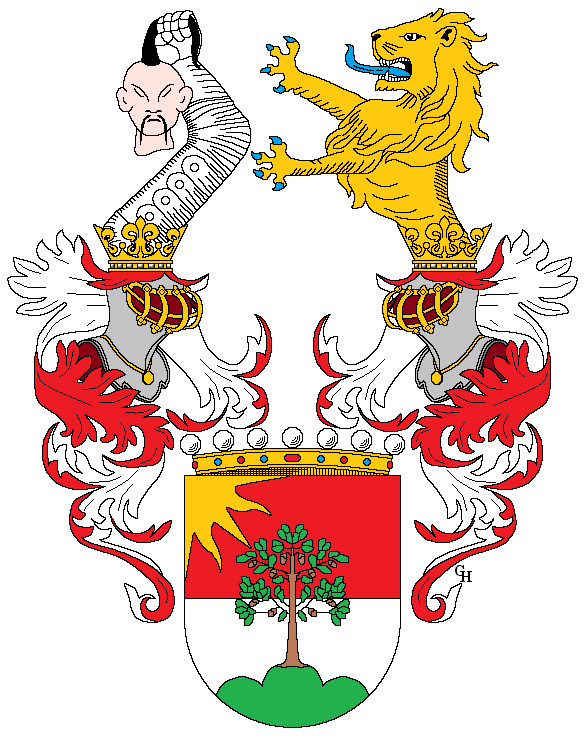
Wappen für Freiherr Ellison von Nidlef, 1918.

- Jubiläums-Erinnerungsmedaille 1898
- Dienstzeichen für Offiziere III. Klasse
- Bronzene Militär-Verdienstmedaille
- Militärverdienstkreuz III. Klasse
- Militärverdienstkreuz III. Klasse, Kriegsdekoration mit Schwertern
- Leopoldorden Ritterkreuz, Kriegsdekoration mit Schwertern
- Orden der Eisernen Krone Ritter II. Klasse, Kriegsdekoration mit Schwertern
- Militärverdienstkreuz II. Klasse, Kriegsdekoration mit Schwertern
- Militär-Maria-Theresien-Orden Ritterkreuz